# Spundekäs

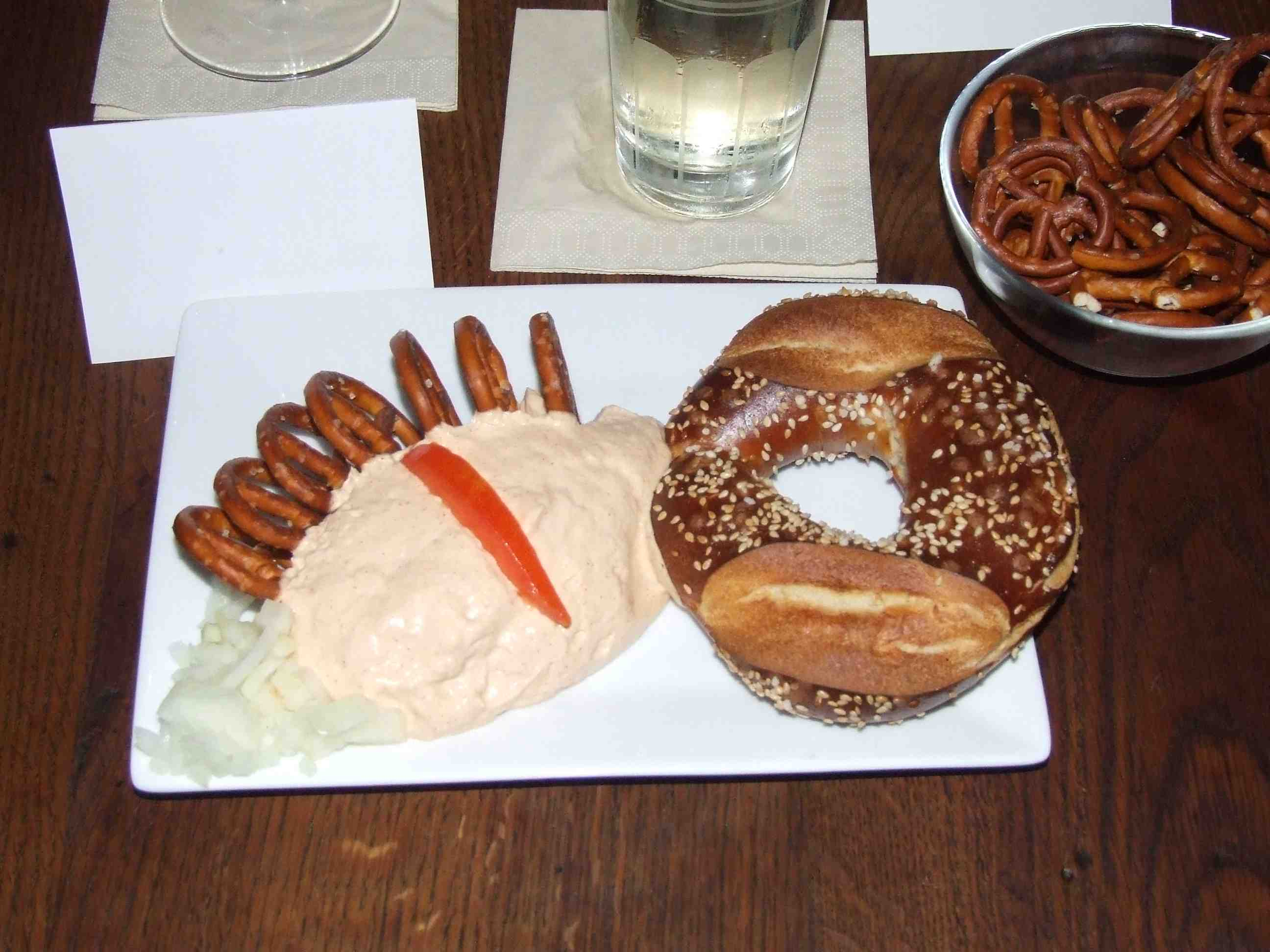
Spundekäs.

El Spundekäs es una especie de queso cremoso originario del norte de Rheinhessen (región en Renania-Palatinado. Alemania). Este nombre procede de su forma tronco-cónica similar a la de los tapones que se ponen en los barriles, Spund en alemán significa tapón (y Käs es una variante dialectal de Käse: queso). 

## Características
La base del queso es cualquiera de los quesos cremosos que existan, y se suele elaborar con queso quark, Smetana o Crème fraîche que se pone sobre un colador (de aquí la forma cónica) y al que se le añade huevo (para aumentar la consistencia), cebolla finamente picada, pimienta negra, sal y comino, pimentón dulce. En el sur de Rheinhessen se suele caracterizar el queso porque se le añade ajo molido, mientras que en la comarca del Rin el ajo no aparece en la lista de condimentos. Las hierbas empleadas para su condimentación pueden variar (dependiendo de las hierbas más corrientes en la región).

## Usos
El Spundekäs se toma generalmente como un Imbiss (queso de tapa) de aperitivo junto con un Salzbrezel, a veces debido a su cremosidad se sirve como salsa para mojar. Es un queso que puede ir muy bien acompañado de un vino blanco de región vinícola de Rheinhessen, siendo habitual como tapa en las Weinhäusern (Tabernas) de la región vinícola de Rheinhessen. Es además uno de los quesos más consumidos en las fiestas del Oktoberfest en Maguncia.
El queso formaba parte del alimento de la gente humilde. A veces, para comerlo fresco y que pudiera transportarse largas distancias, se le cubría con hojas de castaño o de vid. En esta época era común comerlo untado en pan y con alguna cebolla.